# Los Robles
Los Robles es una localidad del departamento San Blas de los Sauces, provincia de La Rioja, Argentina.
Se accede a través de la Ruta Nacional 40 que constituye el eje o calle principal de la zona urbana. Se encuentra inmediatamente hacia el sur de la localidad de San Blas, cabecera del departamento.
En Los Robles se encuentra el Hospital Distrital que provee servicios médicos de complejidad media a todo el departamento.

## Población
Según el censo del año 2010, Los Robles contaba con 524 habitantes, aunque por su cercanía, se la considera integrada al conjunto formado además por las localidades de Los Talas y Cuipán. En total este agrupamiento contaba con 1237 habitantes según el censo del año 2010, lo que evidencia un crecimiento demográfico neutro respecto de los 1216 habitantes censados en el año 2001.

## Sismicidad
La sismicidad de la región de La Rioja es frecuente y de intensidad baja, y un silencio sísmico de terremotos medios a graves cada 30 años en áreas aleatorias.